# Série 600-630 tonnes

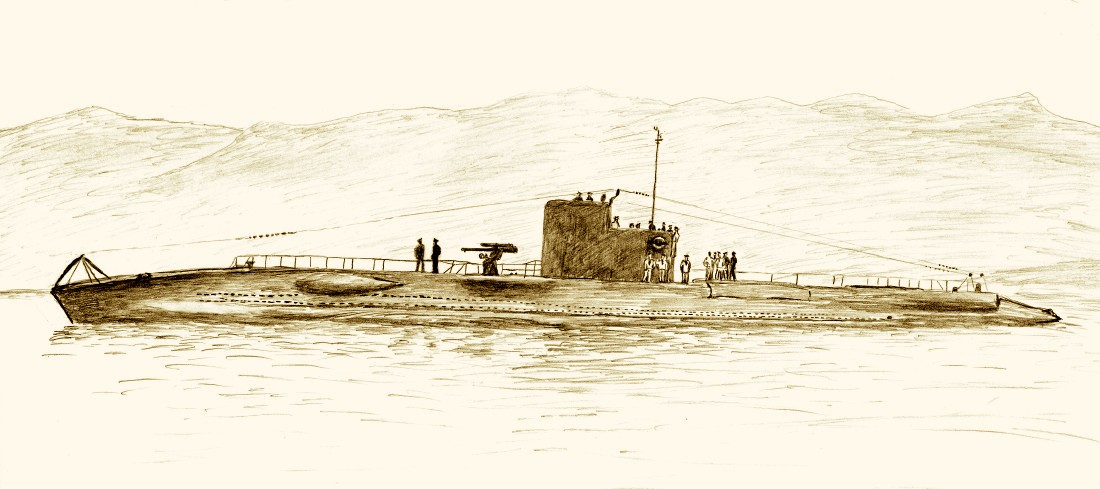
Le sous-marins Doris (classe Circé)

La série 600-630 tonnes est une série de sous-marins de la Marine nationale française qui ont servi durant l'entre-deux-guerres et la Seconde Guerre mondiale. La plupart ont été perdus au cours de ce conflit, coulés au combat ou sabordés. 

## Historique
La série est constituée de plusieurs classes successives :
- Classe Sirène
- Classe Ondine
- Classe Circé
- Classe Orion
- Classe Diane
- Classe Argonaute